# Basilique du Bois-Chenu
Pour les articles homonymes, voir Basilique Sainte-Jeanne-d'Arc et Église Sainte-Jeanne-d'Arc.
La basilique Sainte-Jeanne-d'Arc de Domrémy-la-Pucelle ou du Bois-Chenu, ou encore du Bois Chênu, est une basilique mineure catholique dédiée à Jeanne d'Arc, qui a été élevée au XIXe siècle sur un coteau forestier de Domrémy-la-Pucelle, son village natal, dans les Vosges.

## Histoire
La première pierre du bâtiment a été posée le 3 novembre 1881 à proximité immédiate du lieu où Jeanne, bergère, aurait entendu ses voix. Il a été bâti sur les plans de l'architecte Paul Sédille (après la mort de ce dernier en 1900, Georges Demay son successeur puis ses fils Émile et René Demay, architectes à Neufchâteau, prendront la direction des travaux jusqu'à leur achèvement en 1926). L'édifice initial, prévu plus petit, était initialement dédié à saint Michel étant donné que Jeanne n'avait pas encore été béatifiée. La première messe y fut célébrée en 1896, l'église étant alors toujours en construction. En 1897, 4 cloches furent ajoutées au nouveau clocher.
En 1909, la béatification de Jeanne d'Arc par le pape Pie X, constituera la première étape vers la sainteté, mais il faudra encore attendre onze années pour qu'elle soit canonisée en 1920 par le pape Benoît XV. En 1922, le pape Pie XI la proclame sainte patronne secondaire de la France, et la consécration de l'édifice à sainte Jeanne-d'Arc eut lieu quelques années plus tard, en 1926. Le 4 juin 1939, l'église reçut le titre de basilique mineure.
Elle a été inscrite aux monuments historiques par un arrêté du 24 juillet 2006 signé par le préfet de région, Pierre-René Lemas,. La basilique dans sa totalité a été classée par arrêté du 28 mai 2013.
Son clocher est pour l'Institut national de l'information géographique et forestière (IGN) un point géodésique d'ordre 4 dans le système Nouvelle triangulation de la France (NTF).

## Architecture

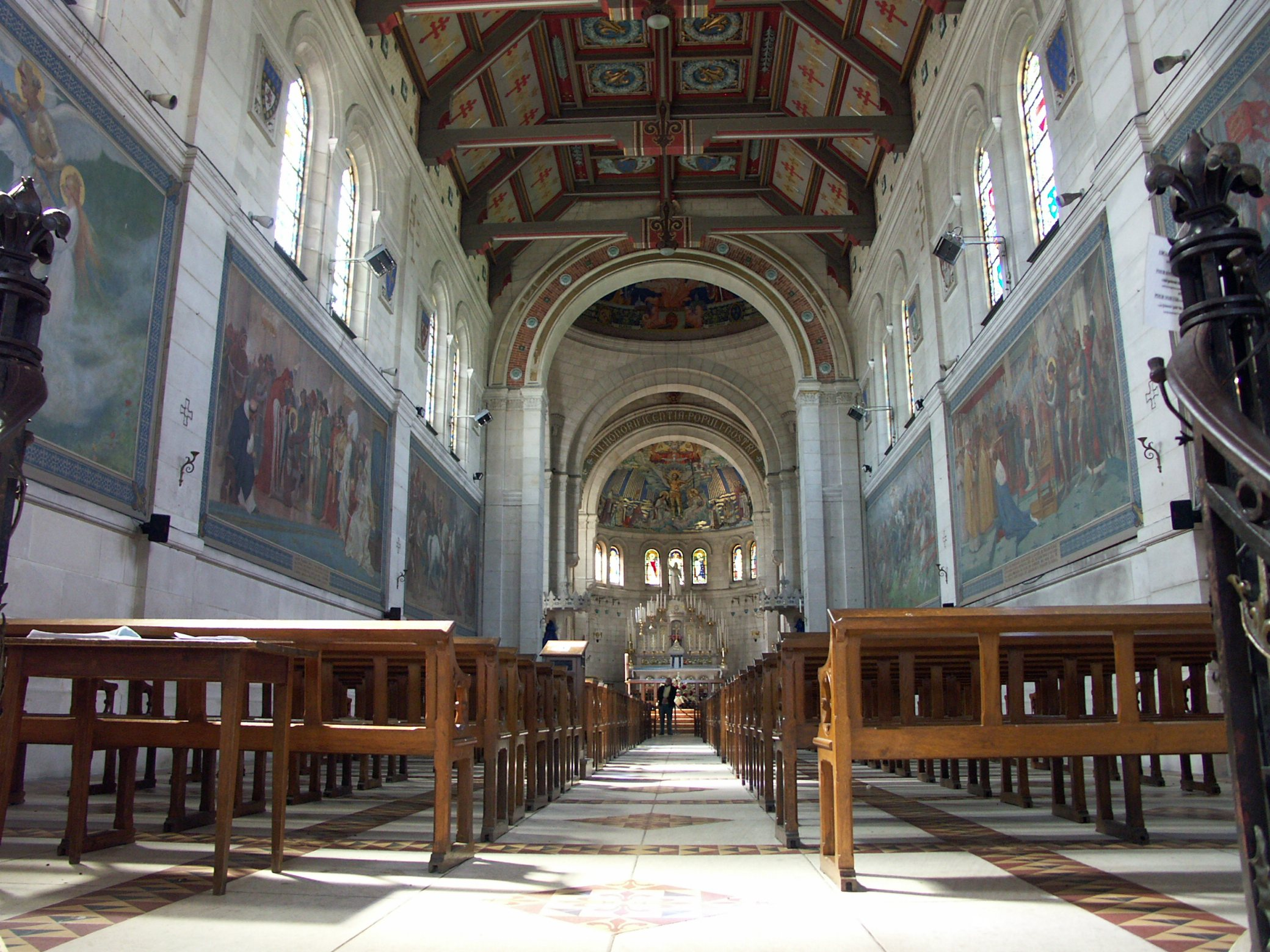
L'intérieur de la basilique.

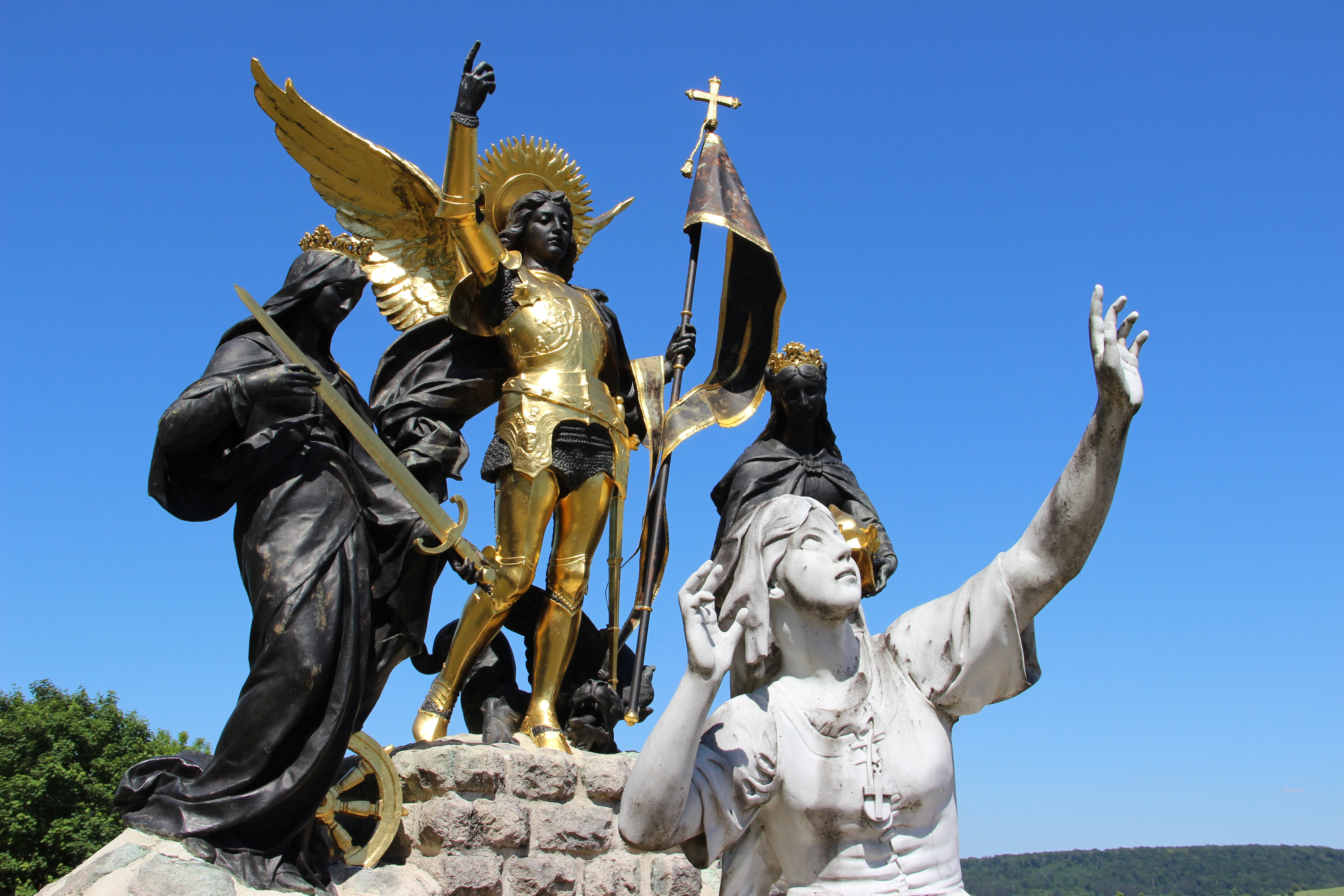
Jeanne et ses voix.

L'édifice est caractérisé par sa polychromie, composée d'une alternance de granit rose des Vosges et de la blancheur de la pierre d'Euville, de la Meuse.
Illuminée chaque soir, la basilique domine la vallée de la Meuse. D'un style plutôt néoroman, la basilique est décorée de gigantesques mosaïques ainsi que de huit peintures de Lionel Royer représentant la vie de la sainte. Dans la crypte dédiée à Notre-Dame des Armées se trouve la statue de Notre-Dame de Bermont, celle-là même que connut Jeanne et devant laquelle elle avait l'habitude de prier.
Sur le parvis de la basilique se dressent plusieurs statues, notamment : Jeanne s'offrant à Dieu pour l'accomplissement de sa mission (œuvre du sculpteur Couteau, offerte en 1946 par le gouvernement du Québec), Jeanne et ses voix du sculpteur André-Joseph Allar, datant de 1894, et les parents de Jeanne (statues de fonte datant de 1911 et représentant Jacques d'Arc et sa mère Isabelle Rommée).
Deux toiles d'Alphonse Monchablon sur le même thème : Le sacrifice de l'armée de terre et de la marine pendant la guerre de 1870 (l'une consacrée à l'armée de terre, l'autre à la marine) se trouvent dans la crypte de la basilique.

## Les cloches de la basilique
La sonnerie de la basilique comprend actuellement 5 cloches de volée. En 1897, 4 cloches de volée de 3 440 kg coulées par Farnier de Robécourt intègrent la nouvelle basilique de Domrémy, auxquelles s'ajouta en 1926 une cinquième cloche offerte en souvenir des noces de diamant sacerdotales de monseigneur Alphonse-Gabriel Foucault, évêque de Saint-Dié. Elle eut pour marraines les filles du donateur Georges Farnier.

## Orgue
La basilique comprend un orgue à tuyaux de deux claviers et un pédalier construit par la maison Jacquot-Lavergne de Rambervillers entre 1942 et 1944. Il fut inauguré par André Marchal, auteur de la composition de l'instrument, le 10 avril 1944.

## Lieu de tournage
En 2015, une équipe de l'émission Secrets d'Histoire a tourné plusieurs séquences dans la basilique dans le cadre d'un numéro consacré à Jeanne d'Arc, intitulé Jeanne d'Arc, au nom de Dieu, diffusé le 22 septembre 2015 sur France 2.

#### Lieux johanniques lorrains
- Chapelle de Bermont
- Domrémy-la-Pucelle
- Église Sainte-Jeanne-d'Arc de Lunéville
- Maison natale de Jeanne d'Arc
- Vaucouleurs
- Cathédrale de Toul

#### Autour de Neufchâteau
- Château d'Autigny
- Château de Bazoilles
- Château de Beaufremont
- Château de Bourlémont
- Château du Châtelet
- Château de Landaville
- Château de Pompierre
- Château de Roncourt
- Château de Sandaucourt
- Église Saint-Martin de Pompierre
- Sanctuaire gallo-romain de Grand